# Oscar Dros
Oscar R. Dros (Amersfoort, 1963) is een Nederlands politiefunctionaris, die per 1 februari 2022 is benoemd tot hoofdcommissaris van de Landelijke Politie Eenheid. Hiervoor stond hij aan de leiding van de Regionale Politie Eenheid Oost-Nederland en voor de invoering van de regionale eenheden in 2013, was Dros hoofdcommissaris van Regionale Eenheid Noord-Nederland.

## Carrière
Dros is geboren in Amersfoort, hij rondde in 1981 zijn gymnasium-bèta-opleiding af en studeerde vier jaar aan de Nederlandse Politieacademie (NPA) in Apeldoorn. In 1985 volgde zijn benoeming als inspecteur bij de gemeentepolitie in Utrecht, waar hij tot 2002 verschillende functies bekleedde. In 2002 volgde zijn overstap naar de Regiopolitie Drenthe waar hij de functie van plaatsvervangend korpschef kreeg. Tijdens zijn studie aan de NPA liep Dros stage bij de Rijkspolitie (zoals dat toen nog heette) in Oude Pekela. Gedurende zijn loopbaan bij de politie in Utrecht studeerde Dros Nederlands recht aan de Rijksuniversiteit Utrecht. In 2001 begon hij aan een studie aan de Business School Nederland. Dros woont in Appelscha.

## Hoofdcommissaris
In 2013 voert de Nederlandse politie een grootschalige reorganisatie door, de overheidsdienst herstructureert de organisatie van 25 regiokorpsen naar de 10 regionale eenheden en één landelijke eenheid. Het doel hiervan is om de politie overzichtelijker en efficiënter in te richten. De toenmalige minister van Veiligheid en Justitie Ivo Opstelten kiest Oscar Dros als hoofdcommissaris van de nieuwe Regionale Eenheid Noord-Nederland. Dit waren voorheen de drie verschillende regiokorpsen regiokorpsen Friesland, Groningen en Drenthe.
In augustus 2017 werd bekendgemaakt dat Dros aan de slag zou gaan als hoofdcommissaris van de Regionale Politie Eenheid Oost-Nederland. Hij stond aan de leiding van de eenheid van 1 september 2017 tot 31 januari 2022.
Eind 2021 is bekend geworden dat Dros hoofdcommissaris zou worden van de Landelijke Politie Eenheid. Op 1 februari 2022 is zijn benoeming ingegaan en heeft hij voorganger Jannine van den Berg opgevolgd. Dros zijn positie bij Eenheid Oost-Nederland is ingevuld door Janny Knol.